# Semirhynchia rubella
Semirhynchia rubella är en insektsart som först beskrevs av Navás 1910.  Semirhynchia rubella ingår i släktet Semirhynchia och familjen Nemopteridae. Inga underarter finns listade i Catalogue of Life.